# Női vízilabdatorna a 2008. évi nyári olimpiai játékokon
A 2008. évi nyári olimpiai játékokon a női vízilabdatornát augusztus 11. és 21. között rendezték. A tornán 8 nemzet csapata vett részt.

## Részt vevő nemzetek
| Verseny                          | Dátum                  | Helyszín       | Kvóta | Kvalifikát csapat(ok)                                                          |
| -------------------------------- | ---------------------- | -------------- | ----- | ------------------------------------------------------------------------------ |
| Házigazda                        | –                      | –              | 1     | Kína (CHN)*                                                                    |
| Európai kvalifikációs torna      | 2007. augusztus 19–26. | Kirisi         | 1     | Hollandia (NED)                                                                |
| 2007-es afrikai játékok          | 2007. július 5–20.     | Algéria        | 0 (1) | kevés csapat miatt törölve                                                     |
| 2007-es pánamerikai játékok      | 2007. július 13–29.    | Rio de Janeiro | 1     | Egyesült Államok (USA)                                                         |
| Óceániai kvalifikációs bajnokság | 2007. december 17–19.  | Brisbane       | 1     | Ausztrália (AUS)                                                               |
| Olimpiai kvalifikációs bajnokság | 2008. február 19–24.   | Imperia        | 4 (3) | Magyarország (HUN) · Oroszország (RUS) · Olaszország (ITA) · Görögország (GRE) |
| ÖSSZESEN                         |                        |                | 8     |                                                                                |

* - Ázsiából a rendező jogán Kína automatikusan megkapja a részvételi jogot, így ott nem rendeztek külön versenyt az olimpiai helyért.

## Csoportkör
| Színmagyarázat                                                                                   |
| ------------------------------------------------------------------------------------------------ |
| A csoportok első helyezettjei bejutottak az elődöntőbe.                                          |
| A csoportok második és harmadik helyezettjei a 4 közé jutásért egy további mérkőzést játszottak. |
| A csoportok negyedik helyezettjei a 7. helyért játszhattak.                                      |

### A csoport
| Csapat                 | M | Gy | D | V | G+ | G– | Gk | P |
| ---------------------- | - | -- | - | - | -- | -- | -- | - |
| Egyesült Államok (USA) | 3 | 2  | 1 | 0 | 33 | 27 | +6 | 5 |
| Olaszország (ITA)      | 3 | 2  | 1 | 0 | 28 | 26 | +2 | 5 |
| Kína (CHN)             | 3 | 1  | 0 | 2 | 33 | 33 | +0 | 2 |
| Oroszország (RUS)      | 3 | 0  | 0 | 3 | 26 | 34 | –8 | 0 |

| 2008. augusztus 11. 14:20 | Oroszország (RUS)    | 8–9 | Olaszország (ITA)  | Ying Tung Natatorium, Peking Játékvezetők: Turcotte (CAN), Argyros (GRE) |
| 2008. augusztus 11. 14:20 | (3–3, 2–1, 2–3, 1–2) |     |                    | Ying Tung Natatorium, Peking Játékvezetők: Turcotte (CAN), Argyros (GRE) |
| 2008. augusztus 11. 14:20 | Szmurova 2           |     | Miceli, Di Mario 2 | Ying Tung Natatorium, Peking Játékvezetők: Turcotte (CAN), Argyros (GRE) |

| 2008. augusztus 11. 17:00 | Egyesült Államok (USA) | 12–11 | Kína (CHN) | Ying Tung Natatorium, Peking Játékvezetők: Kiszelly (HUN), Tulga (TUR) |
| 2008. augusztus 11. 17:00 | (3-3, 5-4, 2-2, 2-2)   |       |            | Ying Tung Natatorium, Peking Játékvezetők: Kiszelly (HUN), Tulga (TUR) |
| 2008. augusztus 11. 17:00 | Golda 4                |       | Kao Ao 3   | Ying Tung Natatorium, Peking Játékvezetők: Kiszelly (HUN), Tulga (TUR) |

| 2008. augusztus 13. 15:40 | Egyesült Államok (USA) | 9–9 | Olaszország (ITA)  | Ying Tung Natatorium, Peking Játékvezetők: Balfanbajev (KAZ), Kiszelly (HUN) |
| 2008. augusztus 13. 15:40 | (0–2, 4–2, 2–2, 3–3)   |     |                    | Ying Tung Natatorium, Peking Játékvezetők: Balfanbajev (KAZ), Kiszelly (HUN) |
| 2008. augusztus 13. 15:40 | Hayes, Villa 2         |     | Miceli, Di Mario 2 | Ying Tung Natatorium, Peking Játékvezetők: Balfanbajev (KAZ), Kiszelly (HUN) |

| 2008. augusztus 13. 17:00 | Oroszország (RUS)    | 11–13 | Kína (CHN)     | Ying Tung Natatorium, Peking Játékvezetők: Turcotte (CAN), Bock (GER) |
| 2008. augusztus 13. 17:00 | (2–3, 5–4, 3–1, 1–5) |       |                | Ying Tung Natatorium, Peking Játékvezetők: Turcotte (CAN), Bock (GER) |
| 2008. augusztus 13. 17:00 | Pantyulina 3         |       | Szun Jü-csün 4 | Ying Tung Natatorium, Peking Játékvezetők: Turcotte (CAN), Bock (GER) |

| 2008. augusztus 15. 14:20 | Oroszország (RUS)    | 7–12 | Egyesült Államok (USA) | Ying Tung Natatorium, Peking Játékvezetők: Moliner Molins (ESP), Tulga (TUR) |
| 2008. augusztus 15. 14:20 | (0–5, 3–2, 2–4, 2–1) |      |                        | Ying Tung Natatorium, Peking Játékvezetők: Moliner Molins (ESP), Tulga (TUR) |
| 2008. augusztus 15. 14:20 | Konuh, Turova 2      |      | Golda 3                | Ying Tung Natatorium, Peking Játékvezetők: Moliner Molins (ESP), Tulga (TUR) |

| 2008. augusztus 15. 17:00 | Olaszország (ITA)    | 10–9 | Kína (CHN)     | Ying Tung Natatorium, Peking Játékvezetők: Kiszelly (HUN), Margeta (SLO) |
| 2008. augusztus 15. 17:00 | (2–2, 4–2, 2–4, 2–1) |      |                | Ying Tung Natatorium, Peking Játékvezetők: Kiszelly (HUN), Margeta (SLO) |
| 2008. augusztus 15. 17:00 | Casanova 4           |      | Szun Ja-ting 3 | Ying Tung Natatorium, Peking Játékvezetők: Kiszelly (HUN), Margeta (SLO) |

### B csoport
| Csapat             | M | Gy | D | V | G+ | G– | Gk  | P |
| ------------------ | - | -- | - | - | -- | -- | --- | - |
| Magyarország (HUN) | 3 | 2  | 1 | 0 | 28 | 20 | +8  | 5 |
| Ausztrália (AUS)   | 3 | 2  | 1 | 0 | 25 | 22 | +3  | 5 |
| Hollandia (NED)    | 3 | 1  | 0 | 2 | 27 | 27 | +0  | 2 |
| Görögország (GRE)  | 3 | 0  | 0 | 3 | 16 | 27 | –11 | 0 |

| 2008. augusztus 11. 13:00 | Magyarország (HUN)   | 11–9 | Hollandia (NED) | Ying Tung Natatorium, Peking Játékvezetők: Caputi (ITA), Koryzna (POL) |
| 2008. augusztus 11. 13:00 | (3–3, 3–2, 4–3, 1–1) |      |                 | Ying Tung Natatorium, Peking Játékvezetők: Caputi (ITA), Koryzna (POL) |
| 2008. augusztus 11. 13:00 | Pelle 4              |      | de Bruijn 4     | Ying Tung Natatorium, Peking Játékvezetők: Caputi (ITA), Koryzna (POL) |

| 2008. augusztus 11. 15:40 | Görögország (GRE)    | 6–8 | Ausztrália (AUS) | Ying Tung Natatorium, Peking Játékvezetők: Patelli (BRA), Margeta (SLO) |
| 2008. augusztus 11. 15:40 | (2–5, 2–2, 1–1, 1–0) |     |                  | Ying Tung Natatorium, Peking Játékvezetők: Patelli (BRA), Margeta (SLO) |
| 2008. augusztus 11. 15:40 | Rumbészi 3           |     | Beadsworth 4     | Ying Tung Natatorium, Peking Játékvezetők: Patelli (BRA), Margeta (SLO) |

| 2008. augusztus 13. 13:00 | Magyarország (HUN)   | 7–7 | Ausztrália (AUS) | Ying Tung Natatorium, Peking Játékvezetők: Brguljan (MNE), Tulga (TUR) |
| 2008. augusztus 13. 13:00 | (1–1, 1–1, 1–2, 4–3) |     |                  | Ying Tung Natatorium, Peking Játékvezetők: Brguljan (MNE), Tulga (TUR) |
| 2008. augusztus 13. 13:00 | Drávucz 3            |     | hét játékos 1    | Ying Tung Natatorium, Peking Játékvezetők: Brguljan (MNE), Tulga (TUR) |

| 2008. augusztus 13. 14:20 | Görögország (GRE)    | 6–9 | Hollandia (NED) | Ying Tung Natatorium, Peking Játékvezetők: Ni (CHN), Patelli (BRA) |
| 2008. augusztus 13. 14:20 | (3–3, 2–2, 1–3, 0–1) |     |                 | Ying Tung Natatorium, Peking Játékvezetők: Ni (CHN), Patelli (BRA) |
| 2008. augusztus 13. 14:20 | Liószi 2             |     | Cabout 4        | Ying Tung Natatorium, Peking Játékvezetők: Ni (CHN), Patelli (BRA) |

| 2008. augusztus 15. 13:00 | Hollandia (NED)           | 9–10 | Ausztrália (AUS) | Ying Tung Natatorium, Peking Játékvezetők: Caputi (ITA), Turcotte (CAN) |
| 2008. augusztus 15. 13:00 | (1–2, 2–2, 1–2, 5–4)      |      |                  | Ying Tung Natatorium, Peking Játékvezetők: Caputi (ITA), Turcotte (CAN) |
| 2008. augusztus 15. 13:00 | van Belkum, van den Ham 2 |      | B. Knox 3        | Ying Tung Natatorium, Peking Játékvezetők: Caputi (ITA), Turcotte (CAN) |

| 2008. augusztus 15. 15:30 | Magyarország (HUN)   | 10–4 | Görögország (GRE) | Ying Tung Natatorium, Peking Játékvezetők: Balfanbajev (KAZ), Patelli (BRA) |
| 2008. augusztus 15. 15:30 | (1–1, 3–1, 3–0, 3–2) |      |                   | Ying Tung Natatorium, Peking Játékvezetők: Balfanbajev (KAZ), Patelli (BRA) |
| 2008. augusztus 15. 15:30 | négy játékos 2       |      | négy játékos 1    | Ying Tung Natatorium, Peking Játékvezetők: Balfanbajev (KAZ), Patelli (BRA) |

## Egyenes kieséses szakasz
A két csoportgyőztes automatikusan bejutott az elődöntőbe. A csoportkör hetedik helyezettjei a 7. helyért mérkőztek. A csoportok második és harmadik helyezettjei egymás ellen játszottak az elődöntőbe jutásért. E két mérkőzés vesztesei játszottak az ötödik helyért. Az elődöntő két győztese játszhatott az aranyéremért, míg a két vesztes a bronzéremért.
|  |               |                   |               |                    |                        |               |                        |                        |                 |                 |               |               |               |
|  | Negyeddöntők  | Negyeddöntők      | Negyeddöntők  |                    |                        | Elődöntők     | Elődöntők              | Elődöntők              |                 |                 | Döntő         | Döntő         | Döntő         |
|  | Negyeddöntők  | Negyeddöntők      | Negyeddöntők  |                    |                        | Elődöntők     | Elődöntők              | Elődöntők              |                 |                 | Döntő         | Döntő         | Döntő         |
|  | augusztus 17. | augusztus 17.     | augusztus 17. | augusztus 19.      | augusztus 19.          | augusztus 19. |                        |                        |                 |                 |               |               |               |
|  | augusztus 17. | augusztus 17.     | augusztus 17. | augusztus 19.      | augusztus 19.          | augusztus 19. |                        |                        |                 |                 |               |               |               |
|  | A3            | Kína (CHN)        | 11            | A1                 | Egyesült Államok (USA) | 9             |                        |                        |                 |                 |               |               |               |
|  | A3            | Kína (CHN)        | 11            | A1                 | Egyesült Államok (USA) | 9             |                        |                        |                 |                 |               |               |               |
|  | B2            | Ausztrália (AUS)  | 12            |                    |                        |               | Ausztrália (AUS)       | 8                      |                 |                 | augusztus 21. | augusztus 21. | augusztus 21. |
|  | B2            | Ausztrália (AUS)  | 12            |                    |                        |               | Ausztrália (AUS)       | 8                      |                 |                 | augusztus 21. | augusztus 21. | augusztus 21. |
|  |               |                   |               |                    |                        |               | Egyesült Államok (USA) | Egyesült Államok (USA) | 8               |                 |               |               |               |
|  |               |                   |               |                    |                        |               | Egyesült Államok (USA) | Egyesült Államok (USA) | 8               |                 |               |               |               |
|  | augusztus 17. | augusztus 17.     | augusztus 17. | augusztus 19.      | augusztus 19.          | augusztus 19. |                        |                        | Hollandia (NED) | Hollandia (NED) | 9             |               |               |
|  | augusztus 17. | augusztus 17.     | augusztus 17. | augusztus 19.      | augusztus 19.          | augusztus 19. |                        |                        | Hollandia (NED) | Hollandia (NED) | 9             |               |               |
|  | A2            | Olaszország (ITA) | 8 (3)         | B1                 | Magyarország (HUN)     | 7             |                        |                        |                 |                 |               |               |               |
|  | A2            | Olaszország (ITA) | 8 (3)         | B1                 | Magyarország (HUN)     | 7             |                        |                        |                 |                 |               |               |               |
|  | B3            | Hollandia (NED)   | 8 (5)         |                    |                        |               | Hollandia (NED)        | 8                      |                 |                 | Bronzmérkőzés | Bronzmérkőzés | Bronzmérkőzés |
|  | B3            | Hollandia (NED)   | 8 (5)         |                    |                        |               | Hollandia (NED)        | 8                      |                 |                 | Bronzmérkőzés | Bronzmérkőzés | Bronzmérkőzés |
|  |               |                   |               |                    |                        |               | augusztus 21.          |                        |                 |                 |               |               |               |
|  |               |                   |               |                    |                        |               |                        |                        |                 |                 |               |               |               |
|  |               |                   |               | Ausztrália (AUS)   | Ausztrália (AUS)       | 9 (3)         |                        |                        |                 |                 |               |               |               |
|  |               |                   |               | Ausztrália (AUS)   | Ausztrália (AUS)       | 9 (3)         |                        |                        |                 |                 |               |               |               |
|  |               |                   |               | Magyarország (HUN) | Magyarország (HUN)     | 9 (2)         |                        |                        |                 |                 |               |               |               |
|  |               |                   |               | Magyarország (HUN) | Magyarország (HUN)     | 9 (2)         |                        |                        |                 |                 |               |               |               |
|  |               |                   |               |                    |                        |               |                        |                        |                 |                 |               |               |               |

### A 7. helyért
| 2008. augusztus 17. 13:00 | Oroszország (RUS)    | 12–6 | Görögország (GRE) | Ying Tung Natatorium, Peking Játékvezetők: Knights (NZL), Pinker (RSA) |
| 2008. augusztus 17. 13:00 | (3–2, 4–1, 3–1, 2–2) |      |                   | Ying Tung Natatorium, Peking Játékvezetők: Knights (NZL), Pinker (RSA) |
| 2008. augusztus 17. 13:00 | Sepelina, Konuh 3    |      | Rumbészi 4        | Ying Tung Natatorium, Peking Játékvezetők: Knights (NZL), Pinker (RSA) |

### Negyeddöntők
| 2008. augusztus 17. 14:20 | Kína (CHN)           | 11–12 | Ausztrália (AUS) | Ying Tung Natatorium, Peking Játékvezetők: Patelli (BRA), Moliner Molins (ESP) |
| 2008. augusztus 17. 14:20 | (4–4, 2–2, 2–4, 3–2) |       |                  | Ying Tung Natatorium, Peking Játékvezetők: Patelli (BRA), Moliner Molins (ESP) |
| 2008. augusztus 17. 14:20 | Ma Huan-huan 3       |       | Gynther 5        | Ying Tung Natatorium, Peking Játékvezetők: Patelli (BRA), Moliner Molins (ESP) |

| 2008. augusztus 17. 15:40 | Olaszország (ITA)              | 8–8 (h. u.) | Hollandia (NED) | Ying Tung Natatorium, Peking Játékvezetők: Bock (GER), Argyros (GRE) |
| 2008. augusztus 17. 15:40 | (2–2, 1–3, 3–2, 2–1, 0–0, 0–0) |             |                 | Ying Tung Natatorium, Peking Játékvezetők: Bock (GER), Argyros (GRE) |
| 2008. augusztus 17. 15:40 | Zanchi 4                       |             | Cabout 4        | Ying Tung Natatorium, Peking Játékvezetők: Bock (GER), Argyros (GRE) |
| 2008. augusztus 17. 15:40 | Büntetőpárbaj:                 |             |                 | Ying Tung Natatorium, Peking Játékvezetők: Bock (GER), Argyros (GRE) |
| 2008. augusztus 17. 15:40 | 3 – 5                          |             |                 | Ying Tung Natatorium, Peking Játékvezetők: Bock (GER), Argyros (GRE) |

### Az 5. helyért
| 2008. augusztus 19. 13:00 | Kína (CHN)           | 10–7 | Olaszország (ITA) | Ying Tung Natatorium, Peking Játékvezetők: Tulga (TUR), Turcotte (CAN) |
| 2008. augusztus 19. 13:00 | (3–1, 2–3, 1–3, 4–0) |      |                   | Ying Tung Natatorium, Peking Játékvezetők: Tulga (TUR), Turcotte (CAN) |
| 2008. augusztus 19. 13:00 | Kao Ao 4             |      | Di Mario 3        | Ying Tung Natatorium, Peking Játékvezetők: Tulga (TUR), Turcotte (CAN) |

### Elődöntők
| 2008. augusztus 19. 14:20 | Egyesült Államok (USA) | 9–8 | Ausztrália (AUS) | Ying Tung Natatorium, Peking Játékvezetők: Margeta (SLO), Caputi (ITA) |
| 2008. augusztus 19. 14:20 | (2–2, 2–2, 4–1, 1–3)   |     |                  | Ying Tung Natatorium, Peking Játékvezetők: Margeta (SLO), Caputi (ITA) |
| 2008. augusztus 19. 14:20 | Villa 3                |     | Gynther 3        | Ying Tung Natatorium, Peking Játékvezetők: Margeta (SLO), Caputi (ITA) |

| 2008. augusztus 19. 15:40 | Magyarország (HUN)   | 7–8 | Hollandia (NED) | Ying Tung Natatorium, Peking Játékvezetők: Brguljan (MNE), Anciferov (RUS) |
| 2008. augusztus 19. 15:40 | (2–1, 1–3, 3–3, 1–1) |     |                 | Ying Tung Natatorium, Peking Játékvezetők: Brguljan (MNE), Anciferov (RUS) |
| 2008. augusztus 19. 15:40 | Pelle 3              |     | van den Ham 3   | Ying Tung Natatorium, Peking Játékvezetők: Brguljan (MNE), Anciferov (RUS) |

### Bronzmérkőzés
| 2008. augusztus 21. 17:00 | Ausztrália (AUS)               | 9–9 (h. u.) | Magyarország (HUN)  | Ying Tung Natatorium, Peking Játékvezetők: Anciferov (RUS), Rak (CRO) |
| 2008. augusztus 21. 17:00 | (2–2, 1–3, 3–1, 1–1, 2–1, 0–1) |             |                     | Ying Tung Natatorium, Peking Játékvezetők: Anciferov (RUS), Rak (CRO) |
| 2008. augusztus 21. 17:00 | három játékos 2                |             | Kisteleki, Valkai 3 | Ying Tung Natatorium, Peking Játékvezetők: Anciferov (RUS), Rak (CRO) |
| 2008. augusztus 21. 17:00 | Büntetőpárbaj:                 |             |                     | Ying Tung Natatorium, Peking Játékvezetők: Anciferov (RUS), Rak (CRO) |
| 2008. augusztus 21. 17:00 | 3 – 2                          |             |                     | Ying Tung Natatorium, Peking Játékvezetők: Anciferov (RUS), Rak (CRO) |

### Döntő
| 2008. augusztus 21. 18:20 | Egyesült Államok (USA) | 8–9 | Hollandia (NED) | Ying Tung Natatorium, Peking Játékvezetők: Kiszelly (HUN), Caputi (ITA) |
| 2008. augusztus 21. 18:20 | (2–4, 3–1, 1–2, 2–2)   |     |                 | Ying Tung Natatorium, Peking Játékvezetők: Kiszelly (HUN), Caputi (ITA) |
| 2008. augusztus 21. 18:20 | Steffens 2             |     | de Bruijn 7     | Ying Tung Natatorium, Peking Játékvezetők: Kiszelly (HUN), Caputi (ITA) |

| A 2008. évi nyári olimpiai játékok női vízilabdatornájának olimpiai bajnoka |
| · HOLLANDIA · 1. cím                                                        |
| --------------------------------------------------------------------------- |

## Végeredmény
| Helyezés | Csapat                 | M | Gy | D | V | G+ | G– | Gk  | P |
| -------- | ---------------------- | - | -- | - | - | -- | -- | --- | - |
| Arany    | Hollandia (NED)        | 6 | 3  | 1 | 2 | 52 | 50 | +2  | 7 |
| Ezüst    | Egyesült Államok (USA) | 5 | 3  | 1 | 1 | 50 | 44 | +6  | 7 |
| Bronz    | Ausztrália (AUS)       | 6 | 3  | 2 | 1 | 54 | 51 | +3  | 8 |
| 4.       | Magyarország (HUN)     | 5 | 2  | 2 | 1 | 44 | 37 | +7  | 6 |
|          |                        |   |    |   |   |    |    |     |   |
| 5.       | Kína (CHN)             | 5 | 2  | 0 | 3 | 54 | 52 | +2  | 4 |
| 6.       | Olaszország (ITA)      | 5 | 2  | 2 | 1 | 43 | 44 | –1  | 6 |
| 7.       | Oroszország (RUS)      | 4 | 1  | 0 | 3 | 38 | 40 | –2  | 2 |
| 8.       | Görögország (GRE)      | 4 | 0  | 0 | 4 | 22 | 39 | –17 | 0 |